# Eptesicus japonensis
Eptesicus japonensis és una espècie de ratpenat de la família dels vespertiliònids. És endèmic del Japó. Nia a les cavitats dels arbres i, a vegades, a cases i altres tipus d'edificis. Està amenaçat per la desforestació i la influència humana a les construccions on es refugia.